# Referendum
Ein Referendum (Plural Referenden, Referenda) ist eine Abstimmung aller wahlberechtigten Bürger über eine vom Parlament, von der Regierung oder einer der Regierungsgewalt ausübenden Institutionen erarbeitete Vorlage. Es ist damit ein Instrument der direkten Demokratie. Da sich in einem Referendum die gesamte Wahlbevölkerung unmittelbar zu einer politischen Frage äußern kann, hat das Ergebnis der Abstimmung ein hohes Maß an politischer Legitimität. Referenden können international, supranational oder innerstaatlich zur Anwendung kommen. Ihre tatsächliche Bedeutung für die politischen Geschehnisse hängt stark von politischen, gesellschaftlichen und institutionellen Rahmenbedingungen im abstimmenden Land ab.
Synonym verwendete Begriffe für Referendum sind Abstimmung, Volksabstimmung, Plebiszit oder Volksentscheid.

## Etymologie
Das Wort Referendum stammt aus dem Lateinischen und ist das Gerundivum zum Verb referre – „zurückbringen, auf etw. beziehen, berichten“. Das lateinische referendum bedeutet entsprechend „das, worauf Bezug zu nehmen ist“ oder „das, was zur Sprache zu bringen ist“, spezieller auch „das Vorzutragende“. Das deutsche Referendum wurde im 16. Jh. als „Berichterstattung, Volksentscheid“ aus dem Lateinischen entlehnt. Später folgten Entlehnungen verwandter Wörter wie Referendar, Referent oder Referenz.

## Begrifflichkeit
In der Politikwissenschaft wird der Begriff Referendum meist verwendet, um eine Abstimmung des Volkes über eine von der gewählten politischen Vertretung erarbeitete oder auch bereits beschlossene Vorlage zu bezeichnen. Diese Verwendung grenzt den Begriff Referendum vom Ausdruck Volksentscheid bzw. der Volksabstimmung ab, mit denen zumeist eine von der Bevölkerung initiierte Entscheidung über eine aus der Bevölkerung stammende Vorlage bezeichnet wird. In der Schweiz wird diese Unterscheidung sprachlich regelmäßig gemacht, aber der Begriff Volksabstimmung ist der Oberbegriff für Abstimmungen über Referenden und Volksinitiativen (Vorlagen aus der Bevölkerung). 
- Im deutschen Grundgesetz und den Verfassungen der Bundesländer wird diese Unterscheidung allerdings so klar nicht gemacht. Der Begriff Volksentscheid wird teils für alle Entscheide – also auch solche mit Referendumscharakter – verwendet, teils werden Referenden in Unterscheidung zum Volksentscheid als „Volksabstimmung“ bezeichnet.
- In Österreich findet der Ausdruck Referendum ebenfalls weder im Bundes-Verfassungsgesetz noch in den Verfassungen der Bundesländer Verwendung.
- Lediglich in der Schweiz orientiert man sich bei der Bezeichnung direktdemokratischer Instrumente sprachlich klar an der Frage der Urheberschaft der Vorlage. So wird stets dann von einem Referendum gesprochen, wenn die zur Abstimmung stehende Vorlage von der gewählten Vertretung erarbeitet wurde. Stammt die Vorlage hingegen aus der Bevölkerung, wird von einer Volksinitiative gesprochen.

Die Schwierigkeiten bei der sprachlichen Abgrenzung des Begriffs Referendum werden noch dadurch gesteigert, dass in vielen anderen Sprachen der Ausdruck Referendum unterschiedslos (= synonym) verwendet wird, also ganz unabhängig davon wer (gewählte Vertretung oder Volk) die Vorlage erarbeitet hat.

## Formen von Referenden
Es existiert eine ganze Reihe von Ausformungen des Referendums, die man eher idealtypisch nach verschiedenen Aspekten unterscheiden kann (wobei Überschneidungen der Regelfall sind):
- Nach dem Gegenstand des Referendums, also ob es sich auf die Verfassung, auf ein einfaches Rechtsgut (Gesetz, völkerrechtlicher Vertrag) oder auf den Haushalt bezieht.
- Nach dem Initiator, also ob es von Regierung oder Parlament, der Bevölkerung oder durch die Rechtsordnung zwingend ausgelöst wird.
- Danach, ob ein Referendum ein bereits wirksames Gesetz oder einen noch nicht in Kraft getretenen Beschluss von Parlament oder Regierung zum Gegenstand hat.
- Nach Verbindlichkeit, also ob das Ergebnis bindenden oder nur empfehlenden Charakter hat.

In der Rechtswirklichkeit eines Staates weicht die konkrete Ausgestaltung der einzelnen Referendumsformen oftmals leicht ab, so dass Mischformen eher die Regel denn die Ausnahme sind.

### Abrogatives Referendum
Ein abrogatives Referendum dient der Aufhebung (= Abrogation) eines bereits gültigen Gesetzes. Diese Form des Referendums wird aus der Bevölkerung initiiert, und zu seiner Herbeiführung muss eine bestimmte Zahl Unterschriften von Wahlberechtigten gesammelt werden. Es ist zwar weder in der Schweiz (Ausnahme: Referendum bei dringlichen Gesetzen) noch in Deutschland oder Österreich rechtlich verankert, spielt allerdings eine bedeutende Rolle im politischen System Italiens sowie einiger lateinamerikanischer Länder.

### Fakultatives und obligatorisches Referendum

#### Fakultatives Referendum
Das fakultative Referendum ist eine freiwillig mögliche (= fakultative) Abstimmung der Bürger über eine bereits von der gewählten Vertretung beschlossene Vorlage. Zur Herbeiführung dieser Referendumsform muss eine bestimmte Zahl Unterschriften von Wahlberechtigten gesammelt werden. Diese Form des Referendums wird in aller Regel aus der Bevölkerung initiiert, kann manchmal aber z. B. auch von einer zweiten Parlamentskammer anberaumt werden.

#### Obligatorisches Referendum
Ein obligatorisches Referendum wird durchgeführt, wenn dies in der bestehenden Rechtsordnung eines Staates für einen bestimmten Rechtsakt zwingend (= obligat) vorgesehen ist. Zumeist ist dies der Fall wenn eine Verfassung, oder zumindest ihre wesentlichen Bestandteile oder Grundsätze, durch die gewählte Vertretung geändert werden. Ein obligatorisches Referendum bedarf keiner gesonderten Initiierung, sondern wird unter bestimmten Bedingungen automatisch ausgelöst.

### Finanzreferendum
Ein Finanzreferendum ist ein speziell auf Haushaltsfragen bezogenes Referendum, bei dem die Wahlbevölkerung über besonders hohe Ausgaben der öffentlichen Hand direkt entscheiden kann. Das Finanzreferendum kann prinzipiell mit jeder der vorgenannten Referendumsformen kombiniert werden. In der politischen Praxis spielt es allerdings lediglich in der Schweiz eine wichtige Rolle, wo es zumeist als fakultatives oder obligatorisches Finanzreferendum ausgestaltet ist.

### Konfirmatives Referendum
Beim konfirmativen Referendum oder auch einfachem Referendum legt die Regierung oder das Parlament der Bevölkerung aus eigenem Entschluss eine Vorlage zur Bestätigung (= Konfirmation) vor. Je nach Staat kann ein solches Referendum von der Regierung oder durch das Parlament initiiert werden, wobei letzteres dafür in aller Regel die Stimmen einer bestimmten Zahl seiner Mitglieder (meist ein Drittel oder die Hälfte) benötigt.

### Konstitutives Referendum
Ein konstitutives Referendum oder Verfassungsreferendum bezieht sich stets auf Teile oder die Gesamtheit der Verfassung (= Konstitution) eines Landes. In vielen Staaten ist die Durchführung dieses Referendums unter bestimmten Bedingungen zwingend vorgeschrieben, so dass es oftmals zugleich ein obligatorisches Referendum ist. Falls ein konstitutives Referendum nicht zwingend vorgeschrieben ist, wird es zumeist von der Regierung oder dem Parlament initiiert.

### Konsultatives Referendum
Ein konsultatives Referendum dient der Befragung (= Konsultation) der Bevölkerung und hat keine bindende Wirkung. Zumeist wird es von der Regierung oder dem Parlament initiiert, aber auch eine Initiierung aus der Bevölkerung ist in einer Reihe von Staaten vorgesehen. Im deutschen Sprachgebrauch wird dieses Verfahren zumeist als Volksbefragung bezeichnet.

### Suspensives Referendum
Durch ein suspensives Referendum wird ein bereits beschlossenes, aber noch nicht in Kraft getretenes Gesetz oder ein Beschluss „in der Schwebe“ (= suspendiert) gehalten. Das Inkrafttreten wird also für eine gewisse Frist, in der genügend Unterschriften Wahlberechtigter für eine Abstimmung gesammelt werden können, aufgeschoben. Unabhängig davon, ob schlussendlich eine ausreichende Anzahl an Unterschriften beigebracht werden kann, gilt die suspensive Wirkung ab dem Tag der offiziellen Anmeldung des Referendums.

## Politische Bedeutung und Rolle von Referenden
Die für die politische Bedeutung von Referenden hervorstechendste Eigenschaft ist ihre hohe Legitimationskraft. Im selben Maße, wie seit dem 19. Jahrhundert mit fortschreitender weltweiter Demokratisierung politische Legitimität zunehmend über den Weg der „Zustimmung“ generiert wird, und sich ältere Bezugspunkte für politische Legitimität wie beispielsweise „Gottgefälligkeit“ oder „militärische Überlegenheit“ im Rückzug befinden, kommt dem Instrument des Referendums wachsende Bedeutung zu. Da sich in einem Referendum stets die gesamte wahlberechtigte Bevölkerung zu einer politischen Frage unmittelbar äußern kann, ist das am Ende stehende Ergebnis mit dem höchsten denkbaren Maß an „Zustimmungs“-Legitimität ausgestattet.
Empirische Untersuchungen belegen die Bedeutung einer gelebten gesellschaftlichen und politischen Kultur auf Wirkung direktdemokratischer, partizipativer Instrumente, Prozesse und Verfahren. Je nachdem, wer diese Prozesse veranlasst, mit welchen Absichten und Zielen, bei wem die Macht und Entscheidungen liegen, können sie:
- entweder einer (weiteren) Konzentration oder Beibehaltung der politischen Macht dienen,
- oder eine Rolle im Wettbewerb der politischen Parteien um Wählergunst spielen,
- oder aber die Bürger, die Zivilgesellschaft weiter, oder neu, ermächtigen (citizen empowerment), zur (echten, vollen) Bürgerbeteiligung/Partizipation entscheidend beitragen.

So Uwe Serdült und Yanina Welp in Direct Democracy Upside Down (Direkte Demokratie auf den Kopf gestellt), Analyse und Vergleich von "bottom-up" Referenden auf nationaler Ebene in allen Ländern weltweit im Zeitraum 1874–2009. Wobei solche Referenden zwar in 38 Ländern verbrieft sind, doch nur in zwanzig Ländern (mindestens einmal) stattfanden oder (öfter) stattfinden. Die Autoren grenzen ihre Untersuchung ein auf von den Bürgern, Zivilgesellschaft aktiv initiierte "bottom-up" Referenden, im Gegensatz zu anderen Autoren, die den Begriff weiter fassen. In den Jahren 1874–2009 fanden 537 "bottom-up" Referenden statt – in den einzelnen Ländern wie in Tabelle rechts.
Historisch gesehen, können auch "top-down" Verfahren, wie "top-down" Referenden, mit der Zeit zu mehr an Bürgerbeteiligung / Partizipation (Mitbestimmung, Mitentscheidung, Mitgestaltung, Mitwirkung) führen.

### Referenden auf nationaler, föderaler, internationaler und supranationaler Ebene

#### Referenden auf nationaler und föderaler Ebene
Die häufigste und wichtigste Anwendung von Referenden innerhalb eines Staates – insbesondere in Demokratien – betrifft die Anerkennung einer Verfassung, der auf diesem Weg das höchstmögliche Maß an Legitimation gegeben werden soll. In diesem Kontext können Referenden also die Rolle eines identitätsstiftenden Gründungsaktes in einem Staat einnehmen. In Deutschland wurden beispielsweise die Verfassungen der Bundesländer Hessen und Bayern 1946 jeweils in einem Referendum der Bevölkerung zur Abstimmung vorgelegt.
Jenseits von Staatsgründungsakten gehören Referenden in den meisten Staaten zu den eher selten angewandten Instrumenten der Politik. Sie werden in aller Regel anberaumt, um über Änderungen der Verfassung, gesellschaftlich äußerst kontroverse Gesetzvorhaben, Staats- oder Völkerrechtliche Verträge und internationale Abkommen abzustimmen – also Entscheidungen, die den weiteren Kurs eines Staates grundlegend und auf mutmaßlich längere Zeit hin beeinflussen. Beispielhaft kann hier das Referendum in Brasilien über den Verbot des Waffenhandels aus dem Jahre 2005 genannt werden. Auf Bitten aus der Zivilgesellschaft hin arbeitete die brasilianische Regierung ein entsprechendes Gesetz mit dem Ziel aus, die hohe Gewaltkriminalität auf diesem Wege einzudämmen. Allerdings stimmten beim Referendum etwa 64 % der Abstimmungsberechtigten gegen den Gesetzentwurf.
Sofern Referenden nicht obligatorisch vorgesehen sind, können mehrere Gründe genannt werden, warum sich eine Regierung bewusst für die Nutzung des politischen Instruments Referendum entscheidet. So kann der Abstimmungsgegenstand gesellschaftlich so kontrovers diskutiert sein, dass eine demokratische Regierung – die ja zunächst nur von den eigenen Wählern legitimiert ist – den zu erwartenden gesellschaftlichen Konflikten um die Entscheidung mit dem Mittel des Referendums die größtmögliche Legitimationsgrundlage verschaffen will. Vor allem in Staaten mit sehr starken oder sehr einseitig von bestimmten gesellschaftlichen Gruppen beschickten Parlamenten kann das Referendum eine Möglichkeit für die Regierung sein, ihre politische Vorhaben durchzusetzen, auch wenn eine klare Mehrheit des Parlaments sich dagegen ausspricht.
In Staaten mit einem sehr schwachen Parlament wiederum kann das Referendum unter Umständen eine Möglichkeit für die Parlamentarier sein, sich gegen eine überstarke Regierung durchzusetzen. Bisweilen werden Referenden auch von einer parlamentarischen Minderheit initiiert, die dieses Instrument als Möglichkeit der aktiven Politik aus der Opposition heraus nutzt.

#### Referenden auf internationaler Ebene

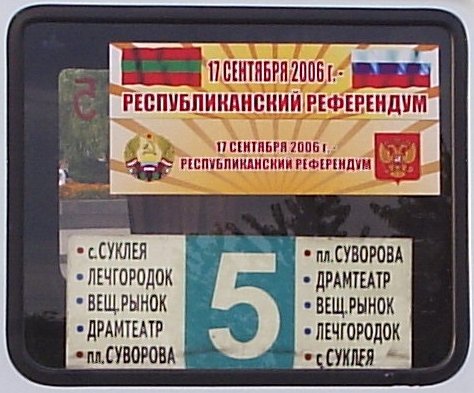
Aufruf zur Beteiligung am Referendum über die Unabhängigkeit Transnistriens (2006)

Auf internationaler Ebene kommen Referenden vor allem bei Souveränitäts- und Territorialfragen zur Anwendung. So werden immer wieder Entscheidungen über die Souveränität oder Autonomie von nationalen Minderheiten oder Entscheidungen über die Zugehörigkeit eines bestimmten, in der Regel bevölkerten Territoriums zu einem Staat über den Weg des Referendums getroffen. Der Vorteil an diesem Verfahren ist, dass es im Gegensatz zu einer militärischen Lösung der jeweiligen Frage Menschenleben schont und die Entscheidung in die Hände aller unmittelbar Betroffenen legt, also eine mögliche Verzerrung durch Sonderinteressen gesellschaftlicher Eliten verhindern kann. Da jede Stimme gleich viel zählt, schafft ein Referendum faire, von militärischen und sozialen Kräfteverhältnissen unabhängige, Ausgangsbedingungen. Die hohe Legitimationskraft eines Referendums sorgt zusätzlich dafür, dass die Chance für eine Respektierung des Abstimmungsergebnisses durch alle beteiligten Gruppen gesteigert wird, da dessen Missachtung zumeist mit hohen Opportunitätskosten verbunden ist. Unabdingbare Voraussetzung für die vorgenannten Effekte ist allerdings, dass das Referendum den Grundsätzen einer freien Wahl folgt. Um dies sicherzustellen und die Legitimität des Verfahrens nochmal zu unterstreichen, werden zumeist Beobachter von allen interessierten sowie zusätzlich von neutralen Seiten entsandt. So konnte Eritrea nach über 30 Jahren Bürgerkrieg 1993 mit dem Mittel des Referendums seine Unabhängigkeit von Äthiopien durchsetzen. Die Durchführung des Referendums wurde von der Internationalen Staatengemeinschaft durch Abstimmungsbeobachter überwacht.
Damit ein Referendum als politisches Instrument zur Anwendung kommen kann, ist dessen Akzeptanz von allen betroffenen Seiten im Vorfeld der Abstimmung zwingend erforderlich. Ist dies nicht gegeben, kann ein Referendum entweder gar nicht stattfinden, oder wird von einer der Seiten boykottiert, was seine Legitimationskraft deutlich schwächt.
In Europa finden sich zwei Beispiele, bei denen ein Referendum von einer Seite gefordert, aber von der anderen verweigert bzw. boykottiert wird. Im Baskenland wird seit vielen Jahrzehnten ein Referendum über die Unabhängigkeit von Spanien gefordert, welches von der spanischen Regierung stets verweigert wird. Teile der baskischen Kräfte, die sich für eine Unabhängigkeit einsetzen, begründen ihre Fortführung des bewaffneten Kampfes gegen den spanischen Staat unter anderem mit der Verweigerung dieses Referendums.
In Transnistrien, einem formal zur Republik Moldau gehörenden, aber faktisch unabhängigen Territorium am Dnister, wurde 2006 ein Referendum über die Unabhängigkeit von Moldau und den Beitritt zur Russischen Föderation durchgeführt. Zwar sprach sich die überwiegende Mehrheit der Abstimmenden für die Abspaltung von Moldau aus, aber sowohl Moldau als auch eine ganze Reihe weiterer Staaten lehnten das Referendum bereits im Vorfeld ab, so dass es zu keiner Änderung des politischen Status von Transnistrien kam.
Wird die Lösung eines Territorial- oder Souveränitätskonflikts für die internationale Ordnung als unabdingbar erachtet, oder existiert aufgrund eines vorangegangenen Kriegs oder Bürgerkriegs keine allgemein anerkannte Regierung, werden Referenden manchmal auch von Staatengemeinschaften wie der UNO oder einer anderen supranationalen Organisation anberaumt. Beispielhaft hierfür steht das 1999 abgehaltene Referendum über die Unabhängigkeit von Osttimor. Die Mehrheit der Abstimmenden sprach sich für die Unabhängigkeit von Indonesien aus, worauf diese in der Folge tatsächlich vollzogen und seither von den meisten Staaten auch anerkannt wurde.
Auf internationaler Ebene werden überwiegend konfirmative Referenden ohne Quoren abgehalten.

#### Referenden auf supranationaler Ebene

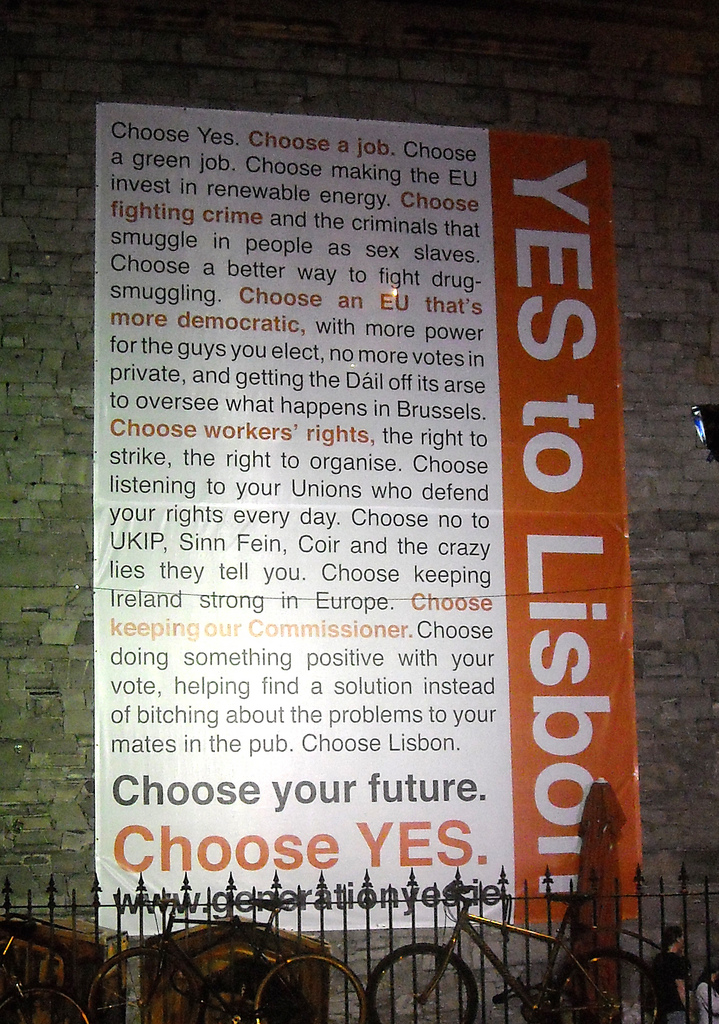
Plakat der irischen Regierung, das für eine Ratifizierung des Vertrags von Lissabon warb (2009)

Auf supranationaler Ebene spielen Referenden vor allem eine Rolle, bei der Übertragung von einzelnen Souveränitätsrechten an supranationale Institutionen. Dies können bspw. Fragen der Währungspolitik, der Außenpolitik oder der Strafverfolgung sein.
In Europa gab es in einer ganzen Reihe von Staaten Referenden über die Frage des Beitritts oder Wiederaustritts des jeweiligen Staates zur EU oder einer ihrer Vorgänger-Gemeinschaften, zur Einführung des Euros oder der Anerkennung des Lissabon-Vertrages. So votierte die Bevölkerung Norwegens bei der Abstimmung 1972 gegen den Beitritt des Landes zur EWG und bei der Abstimmung 1994 gegen einen Beitritt des Landes zur EU. Die dänische Bevölkerung lehnte im Jahre 2000 die Einführung des Euros ab, und die Schweizer Bürger sprachen sich 2005 in einem Referendum für den Beitritt der Schweiz zum Schengener Abkommen aus.
Besondere Bedeutung bekamen die in Frankreich, der Niederlande sowie in Irland abgehaltenen Referenden über die Anerkennung des EU-Verfassungsvertrags bzw. des folgenden Vertrags von Lissabon. Aufgrund des Einstimmigkeitsprinzips konnte dieser erst dann Gültigkeit erlangen, wenn er von allen EU-Mitgliedstaaten anerkannt worden war. In allen drei Staaten stimmten die Bürger gegen die Ratifizierung des Vertrages. In Frankreich und den Niederlanden wurden zu dieser Frage allerdings nur konsultative Referenden abgehalten, und die jeweiligen Regierungen oder Parlamente ratifizierten den Vertrag anschließend trotz des negativen Votums seiner Bürger. In Irland wiederum handelte es sich um ein obligatorisches und damit bindendes Referendum. Der Regierung war eine Ratifizierung des Vertrags damit ausdrücklich von der Bevölkerung verboten worden. Aufgrund der Tragweite dieses negativen Votums für die gesamte EU und dem damit verbundenen immensen politischen Drucks, setzte die irische Regierung 2009 ein zweites Referendum zur Frage der Ratifizierung an, welches diesmal von der Bevölkerung zustimmend beschieden wurde.
Die Wahlberechtigten des Vereinigten Königreichs stimmten beim 1975er Referendum für einen Verbleib in der Europäischen Wirtschaftsgemeinschaft. Dementsprechend votierte 2016 beim Brexit-Referendum keine Mehrheit der Wahlberechtigten für den Austritt des Vereinigten Königreichs aus der EU.

### Missbrauch von Referenden
Die hohe Legitimationskraft eines Referendums setzt dieses Instrument immer wieder der Gefahr des Missbrauchs aus. Insbesondere in Diktaturen können Machthaber versucht sein, sich durch die Abhaltung eines Referendums den Anstrich von demokratischer Legitimität sowohl gegenüber der eigenen Bevölkerung als auch gegenüber der internationalen Staatengemeinschaft zu geben. In Defekten Demokratien werden Referenden bisweilen als Hebel genutzt, um das Gleichgewicht der Gewalten zu verschieben.

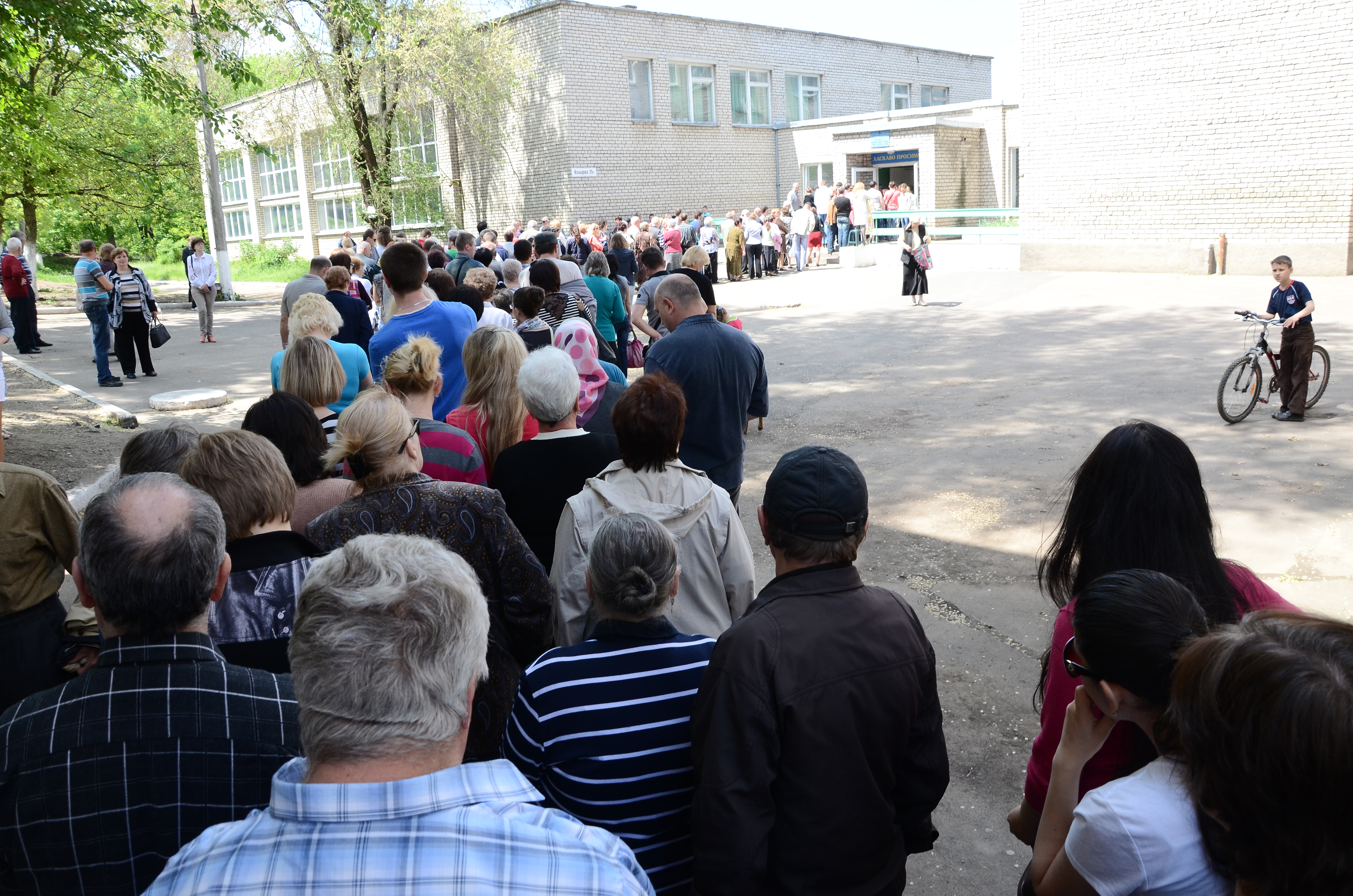
Referendum im Osten der Ukraine 2014; Propagandabilder sollten eine hohe Beteiligung suggerieren, um die bewaffneten Milizen zu „legitimieren“

Eine ganze Vielzahl von Methoden kann angewandt werden, um den Ausgang eines Referendums im erwünschten Sinne zu beeinflussen. Nicht alle diese Mittel sind in allen Staaten illegal, und außer bei gravierenden Verstößen gegen die Prinzipien einer freien Wahl ist die genaue Abgrenzung von legitimen Abstimmungskampf zu missbräuchlichen Methoden bisweilen schwierig. Wenn bspw. im Vorfeld eines Referendums nur eine der beiden Seiten über genügend finanzielle und organisatorische Mittel verfügt, um in der Öffentlichkeit durch Plakate, Kundgebungen usw. für ihr Anliegen zu werben, ist die Gefahr einer Verzerrung des Ergebnisses zwar gegeben, aber schwerlich mit juristischen Mitteln anzufechten.
Manchmal werden in einem Referendum auch zwei völlig verschiedene Fragen miteinander verbunden, so dass die Abstimmenden nur die Möglichkeit haben, in beiden Punkten zuzustimmen oder beide abzulehnen. Auf diesem Weg kann versucht werden, der Bevölkerung eine eigentlich unpopuläre Maßnahme „schmackhaft“ zu machen. Um dies zu verhindern, ist in einigen – aber nicht allen – Staaten festgelegt, dass ein Referendum sich stets nur auf einen Abstimmungsgegenstand beziehen darf, bzw. dass die zur Abstimmung stehenden Fragen jeweils gesondert mit „Ja“ oder „Nein“ beantwortet werden können (Schweiz: Prinzip „Einheit der Materie“).
Etwas klarer wird ein Missbrauchsversuch dann, wenn im Referendum eine suggestive Abstimmungsfrage gestellt wird. Da bei den meisten Referendumsformen die Regierung über die Formulierung der abzustimmenden Frage entscheidet, kann durch eine verschachtelte oder tendenziöse Fragestellung oder auch durch eine bestimmte (typo-)graphische Gestaltung des Abstimmungszettels versucht werden, eine Mehrheit für das gewünschte Ergebnis zu erreichen. In diesem Zusammenhang wurde vielfach das Referendum über den Status der Krim genannt: Die Völkerrechtlerin Anne Peters bezeichnete den nicht den Vorgaben der Venedig-Kommission entsprechenden Vorgang auch aufgrund der fehlenden Wahlmöglichkeit einen "Missbrauch des Referendumsinstruments".
Einen Schritt weitergehend kann durch Drohungen, Gewaltanwendung oder formalrechtlichen Ausschluss dafür gesorgt werden, dass die politischen Gegner von der Teilnahme an der Abstimmung abgehalten werden und so eine Verzerrung des Ergebnisses zu den eigenen Gunsten erfolgt. Der weitestgehende und offensichtlichste Schritt besteht natürlich in der Fälschung der gesamten Abstimmung.

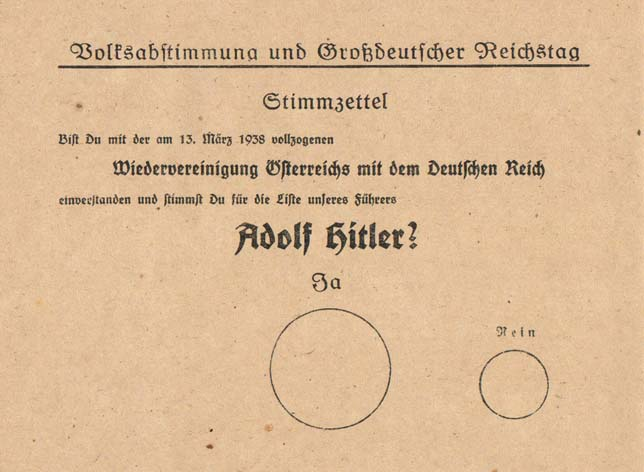
Der suggestiv gestaltete Abstimmungszettel zum Anschluss Österreichs an das Deutsche Reich (1938)

Beispielhaft für einen derartigen Gebrauch des Instruments Referendum kann die 1938 abgehaltene Abstimmung über den Anschluss Österreichs an das Deutsche Reich genannt werden, bei der alle der vorgenannten Maßnahmen zur Manipulation des Ergebnisses ergriffen wurden. Bei der Abstimmung wurde die Frage des „Anschlusses“ mit der Frage nach der Wahl der Liste der NSDAP für den Reichstag verbunden. Die Formulierung der Abstimmungsfrage war suggestiv – Verwendung der Du-Form, Verwendung des Begriffs „Wiedervereinigung“ – ebenso wie die Gestaltung des Wahlzettels – das „Ja“-Feld steht in der Mitte und ist größer. Gegner des Vorhabens durften nicht plakatieren oder anderweitig für ihre Position werben, waren zusätzlich körperlichen Repressionen ausgesetzt oder wurden per Erlass von der Teilnahme an der Abstimmung ausgeschlossen. Vielerorts konnte nicht geheim in Wahlkabinen abgestimmt werden, sondern die Stimmabgabe erfolgte öffentlich unter den Augen von Sympathisanten der NSDAP. Nicht zuletzt kann bei einer Abstimmungsbeteiligung von über 99 % bei ebenfalls über 99 % „Ja“-Stimmen mit an Sicherheit grenzender Wahrscheinlichkeit von Wahlfälschung ausgegangen werden.
Referenden werden teilweise als Bestätigung der Politik von der Regierung initiiert. Napoleon Bonaparte sowie Napoleon III ließen regelmäßig Referenden zu bereits vollzogenen politischen Akten abhalten, um diese im Nachhinein zu legitimieren. Mindestens bei den Referenden Napoleons I gibt es aber deutliche Hinweise auf Wahlbetrug. Auch die "Volksabstimmungen" der Nazi-Zeit hatten eher Propaganda-Charakter, zumal sie mit Ausnahme des Referendums über die Übernahme des Reichspräsidentenamtes durch Hitler allesamt klar außenpolitische Themen zum Gegenstand hatten und damit den restlichen Mächten Europas – vornehmlich Frankreich und Großbritannien – suggerieren sollten, dass Hitlers Außenpolitik die Unterstützung der Bevölkerung genoss.
Neben ganz offensichtlich missbräuchlich angesetzten Referenden wird der Vorwurf des „Referendumsmissbrauchs“ immer wieder auch als politischer Kampfbegriff verwendet, wenn eine politische Kraft ihre politische Agenda mit den Mitteln des Referendums gegen eine starke Opposition durchzusetzen versucht.
So führte bspw. der Vorwurf der Ansetzung eines missbräuchlichen Referendums am 28. Juni 2009 in Honduras zu einem Putsch und zur Entmachtung des demokratisch gewählten Präsidenten Manuel Zelayas. Dieser wollte an diesem Tag ein konsultatives Referendum über die Frage durchführen, ob zeitgleich zu den regulären Wahlen 2010 ein Referendum über die Einberufung einer verfassungsgebenden Versammlung stattfinden solle. Der Oberste Gerichtshof des Landes hatte die Durchführung des konsultativen Referendums wenige Tage zuvor für illegal erklärt. Die politischen Gegner Zelayas interpretierten sein Festhalten an der Abstimmung als Versuch, mit dem Mittel des Referendums die verfassungsgemäße Ordnung des Landes aushebeln zu wollen und stürzten seine Regierung – mutmaßlich ebenfalls verfassungswidrig – mit der Hilfe des Militärs. Auch wenn eine Mehrheit der Staaten weltweit den Putsch klar verurteilte, herrscht bislang keine einhellige Meinung darüber, ob das von Zelaya geplante, unverbindliche Referendum rechtens gewesen wäre. Angesichts der großen innerstaatlichen und auch internationalen Spannungen um den Vorgang erscheint eine neutrale Beantwortung dieser Frage nur schwer möglich.

## Ausgestaltung des Referendumsrechts in den deutschsprachigen Staaten

### Schweiz

#### Allgemeines
Die Schweiz ist das Mutterland des modernen Referendums (siehe: Geschichte des Referendums). Mit dem Referendum bestätigt oder verwirft das Volk einen parlamentarischen Beschluss, wobei der Abstimmungstext (in der Regel die Verfassung oder das Gesetzt) nicht geändert werden kann. Das konstruktive Referendum ist ein Sonderfall, da es die einzige Ausformung des Referendums ist, mit dem das Volk den Inhalt tatsächlich bestimmen kann. Das konstruktive Referendum existiert auf Bundesebene nicht. Der Beschluss des Parlaments ist somit nicht endgültig, sondern bedarf – entweder zwingend oder auf Verlangen der Stimmberechtigten – der Zustimmung des Volkes. Negative Entscheide, also die Ablehnung eines Beschlusses, unterstehen grundsätzlich nicht dem Referendum.
Durch das Referendumsrecht werden die schweizerischen Parlamente auf allen Ebenen angehalten, bei Erlassen oder Änderungen der Gesetze einen Kompromiss zwischen allen größeren Interessengruppen zu finden. Es bildet daher eine der tragenden Säulen der Konkordanzdemokratie, weil jeder Erlass «referendumssicher» sein muss. Beim fakultativen Referendum gilt dies aber nur dann, wenn die Gegner des vom Parlament verabschiedeten Gesetzes genügend stark sind, um die notwendigen Unterschriften zu sammeln, und dass die Chance besteht, dass das Referendum gegen das Gesetz in der erzwungenen Volksabstimmung eine Mehrheit findet. Die Referendumsdrohung ist oft eine starke Waffe, die bereits im vorparlamentarischen Stadium und in der Parlamentsberatung eingesetzt wird. Das liegt vor allem an der grossen Personenzahl, die ein Referendum hinter sich vereinigen kann. Das sind zum einen die Anhänger des bisherigen Zustandes sowie die Befürworter kleinerer Änderungen, die finden, ein Beschluss sei unnötig oder wolle zu viel. Hinzu kommen noch jene Kreise, denen der Beschluss zu wenig weit geht, und die «chronischen Neinsager».
Das Referendumsrecht in der Schweiz hat einen vetoähnlichen Charakter, es ging historisch aus dem Vetorecht hervor, und ihm wird daher für den politischen Prozess eine verzögernde und bewahrende Wirkung zugesprochen, indem es vom Parlament oder von der Regierung ausgehende Veränderungen abblockt oder ihr Inkrafttreten verzögert. Das schweizerische Referendumsrecht wird darum häufig als «Bremse in der Hand des Volkes» bezeichnet und als ergänzendes Gegenstück zur Volksinitiative, dem «Motor der Politik», gesehen. Insbesondere die häufigen Referenden über Finanzfragen haben eine positive Wirkung auf die Effizienz der Staatstätigkeit und verbessern die Verteilungsgerechtigkeit nachweisbar.
Ein Referendum ist obligatorisch oder fakultativ. Das obligatorische Referendum unterstellt einen Parlamentsbeschluss von Amtes wegen der Volksabstimmung. Auf einen Beschluss des Parlaments muss daher eine Volksabstimmung folgen. Das fakultative Referendum wird hingegen von einem Teil der Stimmberechtigten oder von anderen Akteuren ausdrücklich verlangt. Ob ein Erlass dem fakultativen oder dem obligatorischen Referendum untersteht, bestimmt die Verfassung oder das Gesetz.

#### Eidgenossenschaft
Auf eidgenössischer Ebene kennt die Schweiz das obligatorische und das fakultative Referendum. Alle Änderungen der Schweizer Bundesverfassung, aber auch eine Reihe von Bundesbeschlüssen sowie der Beitritt zu Organisationen für kollektive Sicherheit oder zu supranationalen Gemeinschaften unterliegen einem obligatorischen Referendum. Dabei muss die Änderung in der Abstimmung sowohl von einer Mehrzahl der Stimmbürger (Volksmehr) als auch von der Mehrzahl der Kantone (Ständemehr) angenommen werden. Gleiches gilt für den Fall der Totalrevision der Verfassung.
Bundesgesetze, bestimmte Bundesbeschlüsse und gewisse völkerrechtliche Verträge unterliegen dem fakultativen Referendum. Diese werden üblicherweise von Interessengruppen aus der Bevölkerung ergriffen, können jedoch auch von den Kantonen im Rahmen eines so genannten Kantonsreferendums erfolgen. Letzteres geschah allerdings bislang nur ein einziges Mal (2003). Zu einer Volksabstimmung im Anschluss an ein fakultatives Referendum kommt es, wenn dies mindestens 50.000 Stimmberechtigte oder acht Kantone innerhalb von 100 Tagen verlangt haben. Zur Annahme einer derartigen Vorlage genügt das Volksmehr (Art. 141 BV).

#### Kantone
Auch in den Schweizer Kantonen ist das Referendumsrecht umfassend ausgebaut, teils noch weitergehend als auf eidgenössischer Ebene, wobei sich die konkrete Ausgestaltung mitunter stark unterscheidet. So kennen fünf Kantone grundsätzlich das obligatorische Referendum bei einfachen Gesetzen, das aber in der Regel nur unter bestimmten Bedingungen oder bei bestimmten Fragen zur Anwendung kommt. Mit Ausnahme der Kantone Glarus und Appenzell Innerrhoden, in denen Gesetze direkt von der Landsgemeinde beschlossen werden, kennen alle Kantone das fakultative Referendum bei einfachen Gesetzen. Auf kantonaler und kommunaler Ebene gibt es neben dem durch Unterschriftensammlung ermöglichten Referendum zum Teil auch das Behördenreferendum, bei dem eine qualifizierte Minderheit des entsprechenden Parlamentes – im Kanton Zürich reichen 45 von 180 Mitgliedern – oder eine bestimmte Anzahl Gemeinden eine Volksabstimmung erzwingen kann.
Eine Besonderheit der Schweizer Kantone ist das Finanzreferendum, das es in allen Kantonen – allerdings nicht auf Bundesebene – gibt. Dabei haben die Bürger bei ungewöhnlich hohen Ausgaben des Staates die Möglichkeit, in einem Referendum über diese abzustimmen. Dies ist insofern ungewöhnlich, als die Schweiz das einzige Land ist, in dem die Ausgabenpolitik des Staates in einem förmlichen Referendumsrecht erfasst ist. In den Kantonen Appenzell Ausserrhoden und Schwyz ist das Finanzreferendum ausschließlich als obligatorisches, in elf weiteren ausschließlich als fakultatives und in den restlichen Kantonen in beiden Varianten ausgestaltet.

#### Gemeinden
Auch die knapp 2300 Schweizer Gemeinden verfügen überwiegend über umfangreiche Referendumsmöglichkeiten, die genaue Ausgestaltung ist allerdings noch uneinheitlicher als auf kantonaler Ebene. Zum jeweiligen Referendumsrecht macht das Gemeindegesetz des Kantons dabei meist Rahmenvorgaben, die aber teils in der Gemeindesatzung noch zusätzlich angepasst werden können.
Grundsätzlich kennen die Gemeinden mit dem obligatorischen, dem fakultativen und dem Finanzreferendum dabei die gleichen Instrumente wie die Kantone. In fast allen Gemeinden der Schweiz unterliegt die Änderung der Gemeindesatzung dem obligatorischen Referendum, hingegen zumeist nur für wenige Sachgeschäfte. In einigen wenigen Gemeinden unterliegt zusätzlich noch die Höhe des Steuerfusses dem obligatorischen Referendum.
Im politischen Alltag spielt das fakultative Referendum eine wesentlich größere Rolle, mit dem Beschlüsse der gewählten Gemeindevertretung, seltener auch Beschlüsse der Gemeindeverwaltung, der Abstimmung durch das Volk unterzogen werden können. Man kann hierbei grob drei Gruppen von Gemeinden unterscheiden: in der ersten Gruppe kann das fakultative Referendum auf alle Beschlüsse der Gemeindevertretung angewendet werden, in der zweiten Gruppe ist der Anwendungsbereich vollständig in der Gemeindesatzung geregelt, in der dritten und kleinsten Gruppe bestimmt eine abschließende Aufzählung, welche Angelegenheiten dem fakultativen Referendum unterliegen.
Das fakultative Referendum kann immer durch Unterschriftensammlung aus dem Volk, vielfach aber auch durch die Stimmen eines gewissen Anteils der gewählten Vertreter (Behördenreferendum) ausgelöst werden. In den meisten Gemeinden ist hierzu eine Mehrheit von Stimmen der gewählten Vertreter nötig, es bekommt damit den Charakter eines vom Parlament angesetzten konfirmativen Referendums. Teils kann ein fakultatives Referendum auch durch die Minderheit in einer gewählten Vertretung oder, bei Gemeinden ohne Parlament, durch eine bestimmte Anzahl an einer Gemeindeversammlung anwesende Stimmberechtigte eingefordert werden, wodurch es ein mögliches Vetoinstrument der Opposition wird.
Genauso wie auf kantonaler Ebene kennen alle Gemeinden das Finanzreferendum, mit dem hohe einmalige oder wiederkehrende Ausgaben einer Abstimmung durch das Volk unterzogen werden. Manche Gemeinden kennen das Finanzreferendum in obligatorischer, manche in fakultativer, einige weitere wiederum in beiden Ausprägungen.

### Deutschland
In Deutschland ist das Referendumsrecht insgesamt nur sehr schwach ausgebildet und allenfalls auf der kommunalen Ebene für den politischen Alltag von größerer Bedeutung. Auf Bundes- und Landesebene sind Referenden nahezu ausschließlich zur Regelung von Verfassungs- und Territorialfragen vorgesehen.

#### Bundesrepublik
In der Bundesrepublik Deutschland ist das Referendumswesen auf Bundesebene nur sehr schwach ausgebaut und für die tatsächliche Politik nahezu bedeutungslos. Das Grundgesetz kennt zwar sowohl das obligatorische als auch das konstitutive Referendum, allerdings sind beide Referendumsformen nur in sehr speziellen und seltenen Fragen zugelassen. So ist das konstitutive Referendum im Falle der Ausarbeitung einer Verfassung (Art. 146 Grundgesetz) zwingend vorgesehen, wozu es aber trotz dementsprechender politischer Überlegungen auch nach der Deutschen Wiedervereinigung nicht kam. Des Weiteren ist ein obligatorisches Referendum im Falle der Neugliederung des Bundesgebietes, also bei der Zusammenlegung oder Aufspaltung von Bundesländern, vorgeschrieben. Dies kam in der Bundesrepublik 1952 bei der Gründung des Bundeslandes Baden-Württemberg und bei der geplanten, aber 1996 von der Bevölkerung abgelehnten, Zusammenlegung der Bundesländer Berlin und Brandenburg vor. Zusätzlich kennt das Grundgesetz ebenfalls im Fall einer Gebiets-Neugliederungen das Instrument der Volksbefragung, die trotz dieser Bezeichnung kein konsultatives Referendum ist, sondern bindende Wirkung hat. Das Instrument der Volksbefragung ist in der Bundesrepublik allerdings noch nie angewendet worden.
Eine besondere Bedeutung für die Bundesrepublik hatte das 1955 im – damals noch nicht zu Deutschland gehörenden – Saarland abgehaltene konfirmative Referendum über den Status des Landes. Die saarländische Bevölkerung entschied über die Frage, ob das nach der Zeit als Französische Besatzungszone seit 1949 als autonomes Staatsähnliches Gebilde existierende, allerdings mit einer Zoll- und Währungsunion mit Frankreich verbunden gebliebene Saarland im Rahmen des Europäischen Saarstatuts zu einem außerstaatlichen Sonderterritorium der Westeuropäischen Union werden solle. In der Abstimmung sprachen sich 67,7 % der Stimmberechtigten dagegen aus, woraufhin in der Folge die Regierung des Saarlandes Verhandlungen mit der deutschen Bundesregierung aufnahm und schließlich zum 1. Januar 1957 der Bundesrepublik Deutschland beitrat.

#### Bundesländer
Auf Bundesländerebene ist die Bedeutung von Referenden je nach Land stark unterschiedlich. Im Rahmen der Gründung der Bundesrepublik und später dem Beitritt der ostdeutschen Länder zum Bundesgebiet wurde in einigen Bundesländern die jeweilige Landesverfassung auf dem Weg des konstitutiven Referendums der Bevölkerung zur Abstimmung gestellt. Lediglich in den Bundesländern Hessen und Bayern sind darüber hinaus generell für Verfassungsänderungen konstitutive Referenden obligatorisch vorgesehen. So kam es in Bayern einschließlich der Abstimmung zur Gründung des Freistaats bereits zu zehn obligatorischen Referenden zur Landesverfassung (siehe Volksgesetzgebung in Bayern), während in Hessen bislang sieben so genannte „Volksabstimmungen“ zur Landesverfassung abgehalten wurden. Das Bundesland Berlin kennt ebenfalls obligatorische Referenden, allerdings nur für den speziellen Fall, dass die Artikel 62 oder 63 der Landesverfassung geändert werden, in denen die Direkte Demokratie auf Landesebene geregelt ist (siehe Volksgesetzgebung in Berlin). Das bislang einzige Referendum hierzu wurde 2006 in Berlin abgehalten. In einigen weiteren Bundesländern (z. B. Baden-Württemberg, Nordrhein-Westfalen, Rheinland-Pfalz) können Regierung oder Parlament unter bestimmten Bedingungen ein konfirmatives Referendum anberaumen. Diese Möglichkeit wurde aber erstmals 2011 von Baden-Württemberg im Rahmen der Auseinandersetzung um Stuttgart 21 genutzt. Eine Sonderrolle nimmt das Bundesland Hamburg ein, das als einziges in Deutschland die Möglichkeit zu einem fakultativen Referendum bietet. Dieses Instrument wurde 2007 über ein Volksbegehren eingeführt, kam aber bislang nur ein Mal zur Anwendung (siehe Volksgesetzgebung in Hamburg).

#### Gemeinden
Auch auf kommunaler Ebene kennen seit 2005 alle Bundesländer in Deutschland Referenden. Mit dem so genannten Ratsbegehren können Gemeindevertretungen der Bevölkerung Fragen zur verbindlichen Abstimmung in einem konfirmativen Referendum vorlegen. In einigen Bundesländern gibt es zusätzlich oder stattdessen die Möglichkeit zu unverbindlichen Bürgerbefragungen, also konsultativen Referenden auf Gemeindeebene. Die genaue Ausgestaltung beider Referendumsformen in den Kommunen variiert dabei je nach Bundesland und Gemeindesatzung. Von 1956 bis Ende 2017 fanden insgesamt 7.503 Verfahren (Bürgerbegehren und Ratsbegehren) statt.

### Österreich
Österreich verfügt heutzutage über ein moderat ausgebautes Referendumsrecht, das aber in der Praxis nur sehr selten zur Anwendung kommt. Im öffentlichen Diskurs wurde in den Vergangenheit insbesondere zu Fragen der Europäischen Union immer wieder die Forderung erhoben, diese per konfirmativem Referendum zu beschließen.

#### Bundesebene
Bei Gründung der Republik war ursprünglich nur in zwei Fällen ein obligatorisches Referendum (in Österreich Volksabstimmung genannt) vorgesehen: im Falle einer Gesamtänderung der Bundesverfassung sowie bei der vorzeitigen Absetzung des Bundespräsidenten. Überdies ist eine Volksabstimmung über einen Gesetzesbeschluss abzuhalten, wenn dies der Nationalrat beschließt. Volksabstimmungen gab es in Österreich 1978 zur Frage der friedlichen Nutzung der Kernenergie und 1994 über den Beitritt Österreichs zur Europäischen Union; beim Beitritt zur Europäischen Union handelte es sich nach herrschender Meinung um eine Gesamtänderung der Bundesverfassung. Eine Volksabstimmung über die Absetzung des Bundespräsidenten ist noch nie zur Anwendung gekommen.
Nachdem es zu Beginn der 1970er Jahre zu einer gesellschaftlichen Debatte um die Weiterentwicklung der Demokratie gekommen war, wurden weitere, direktdemokratische Instrumente in Österreich eingeführt. Mit dem Instrument der Volksbefragung kann das Parlament eine politische Frage dem Volk auf unverbindliche Art zur Entscheidung vorlegen, also per konsultativem Referendum. Die bisher einzige bundesweite Volksbefragung fand 2013 über die Einführung eines Berufsheeres statt.

#### Bundesländer
Die Ausgestaltung des Referendumsrechts unterscheidet sich stark zwischen den österreichischen Bundesländern. Während das Burgenland, die Steiermark, Ober- und Niederösterreich keinerlei Referenden in den Landesverfassungen vorsehen, entspricht beispielsweise in Wien die rechtliche Ausgestaltung weitgehend der Bundesebene. In Tirol kann die Regierung lediglich konsultative Referenden ansetzen, der Landtag hingegen auch konfirmative, während obligatorische Referenden gänzlich unbekannt sind. Das Land Salzburg wiederum kennt das obligatorische Referendum nur im Fall der Totalrevision der Landesverfassung, während ein konfirmatives Referendum bereits von einer Minderheit von einem Drittel der Abgeordneten beschlossen werden kann. Im Vorarlberg und in Kärnten können konfirmative Referenden jeweils vom Landtag beschlossen werden. Ein obligatorisches Referendum kennt Kärnten hingegen nur im Fall der Auflösung einer Gemeinde, welches dann auch nur dort durchgeführt wird. Im Vorarlberg ist das obligatorische Referendum hingegen bei der Auflösung des Landes, der Schmälerung des Territoriums, sowie bei Änderung der mit der Ausgestaltung der direkten Demokratie befassten Artikel der Landesverfassung vorgesehen.
Insgesamt betrachtet spielen Referenden in den österreichischen Bundesländern nur eine sehr untergeordnete Rolle. Einzig im Bundesland Wien kam es in den vergangenen Jahrzehnten, insbesondere durch Volksbefragungen, zu einer vergleichsweise intensiven Anwendung von Referenden.

### Liechtenstein
Die „konstitutionelle Erbmonarchie“ Liechtenstein kennt Referenden seit der Verfassung von 1921, wobei deren Geltungsbereich 1992 und 2003 durch Reformen erweitert wurde. Eine Liechtensteiner Besonderheit ist, dass der Fürst ein weitreichendes Vetorecht hat – verweigert er binnen sechs Monaten nach Zustandekommen eines Beschlusses die Unterschrift, tritt dieser nicht in Kraft. Vor diesem Hintergrund haben alle Referenden in Liechtenstein stets einen konsultativen Charakter, auch wenn diese für das Liechtensteiner Parlament, den Landtag, zunächst bindend sind. Liechtenstein kennt heute das konfirmative, das fakultative, das obligatorische sowie das Finanzreferendum.
Der Geltungsbereich des obligatorischen Referendums wurde seit 1921 schrittweise erweitert. Zunächst galt es nur für extreme Steuererhöhungen (Erhöhung um das 1,5fache), seit 2003 fallen zusätzlich noch Streitfälle in der Richterbestellung und die mögliche Abschaffung der Monarchie unter die obligatorische Referendumspflicht. Der Landtag kann seit 1921 von sich aus mit der Mehrheit seiner Stimmen eine Vorlage dem Volk im konfirmativen Referendum zum Beschluss vorlegen. Das fakultative Referendum wurde erst 1992 eingeführt und galt zunächst nur für Staatsverträge, seit 2003 auch für Verfassungsänderungen. Ebenfalls 1992 wurde das fakultative Finanzreferendum eingeführt, das bei einmaligen Ausgaben von 500.000 CHF oder wiederkehrende Ausgaben von 250.000 CHF ergriffen werden kann.

## Ausgestaltung des Referendumsrechts in anderen Staaten

### Frankreich
In Frankreich gilt die Verfassung der Fünften Französischen Republik von 1958 (davor gab es mehrere andere Verfassungen Frankreichs).
Durch Verfassungsgesetz vom 23. Juli 2008 erhielt der Artikel 88-5 dieser Verfassung folgende Fassung:

„Artikel 88-5. Jeder Gesetzentwurf, der zur Ratifizierung eines Vertrages über den Beitritt eines Staates zur Europäischen Union und zu den Europäischen Gemeinschaften ermächtigt, wird vom Präsidenten der Republik zum Volksentscheid gebracht.
Durch einen von jeder Kammer mit einer Mehrheit von drei Fünfteln der Mitglieder im gleichen Wortlaut angenommenen Antrag kann das Parlament jedoch die Annahme des Gesetzentwurfs nach dem im dritten Absatz von Artikel 89 vorgesehenen Verfahren zulassen.“

### Griechenland
Die griechische Verfassung vom 9. Juni 1975
besagt in
Artikel 44. (1) In Ausnahmefällen eines außerordentlich dringenden und unvorhergesehenen Notstandes kann der Präsident der Republik auf Vorschlag des Ministerrates gesetzgeberische Akte erlassen. Diese werden nach den Bestimmungen des Artikels 72 Absatz 1 innerhalb von 40 Tagen nach ihrem Erlaß oder innerhalb von 40 Tagen nach Einberufung des Parlaments zu einer Sitzungsperiode dem Parlament zur Genehmigung vorgelegt. Werden sie dem Parlament innerhalb einer Frist nicht vorgelegt oder vom Parlament innerhalb von drei Monaten nach ihrer Vorlage nicht genehmigt, treten sie für die Zukunft außer Kraft.
Absatz 2 umfasste bis 1986 nur einen Satz, nämlich

„(2) Der Präsident der Republik kann durch Verordnung die Durchführung einer Volksabstimmung über dringende nationale Fragen anordnen.“

Durch Gesetz vom 12. März 1986 erhielt der Absatz 2 folgende Fassung:

„(2) Der Präsident der Republik kann nach Beschluß der absoluten Mehrheit der Abgeordneten, der auf Vorschlag des Ministerrates gefaßt wird, durch Verordnung die Durchführung einer Volksabstimmung über besonders wichtige nationale Fragen anberaumen. Der Präsident der Republik kann durch Verordnung eine Volksabstimmung auch über schon verabschiedete Gesetzesentwürfe zu wichtigen gesellschaftlichen Fragen – außer wenn sie die öffentlichen Finanzen betreffen – anberaumen, falls dies von drei Fünfteln der Gesamtzahl der Abgeordneten auf Vorschlag von zwei Fünfteln gemäß der Geschäftsordnung des Parlaments und dem Gesetz zur Anwendung dieses Absatzes beschlossen wurde.
Während einer Legislaturperiode des Parlaments dürfen nicht mehr als zwei Volksabstimmungen über Gesetzentwürfe durchgeführt werden. Wird ein Gesetzentwurf angenommen, so beginnt die Frist des Artikels 42 Absatz 1 von der Durchführung der Volksabstimmung an.“

Am 1. November 2011 kündigte der griechische Regierungschef Papandreou völlig überraschend an, er werde kurzfristig im Parlament die Vertrauensfrage stellen und plane ein Referendum über die mit weiteren drastischen Sparauflagen verbundenen aktuellen Beschlüsse des zurückliegenden Euro-Gipfels in Brüssel zur Griechenlandhilfe (siehe EFSF). Am 2. November verlautete, die Abstimmung solle am 4. oder 5. Dezember 2011 stattfinden.
Offensichtlich würde ein solches Referendum gegen Artikel 44 Absatz 2 verstoßen, weil es 'die öffentlichen Finanzen betrifft'; Papandreous Ankündigung verursachte Irritationen und Ablehnung.

### Japan
In Japan werden nach Art. 79 der Verfassung die Obersten Richter durch das Kabinett vorgeschlagen und in einer Volksabstimmung bestätigt. Hier sind aber die meisten Stimmen Enthaltungen und die Richter können eigentlich nur bestätigt werden. Verfassungsänderungen werden dem Volk ebenfalls zur Ratifikation vorgelegt.

### Weitere Länder
Weltweit besteht in einer Vielzahl von Ländern die Möglichkeit zur Durchführung eines Referendums. Sowohl die rechtliche Ausgestaltung des jeweiligen Referendumsrechts als auch die politisch-praktische Bedeutung des Instruments ist dabei im höchsten Maße durch die historischen, konstitutionellen und politischen Rahmenbedingungen des jeweiligen Staates geprägt. Vor diesem Hintergrund sind generalisierende Aussagen zum Stand des weltweiten Referendumswesen kaum möglich, und eine Betrachtung des jeweiligen Einzelfalles ist unumgänglich. Das konstitutive Referendum ist die weltweit verbreitetste Ausformung und in wohl nahezu allen Staaten, die ein Referendumsrecht kennen, zu finden.

## Geschichte des Referendums
Das moderne Referendum setzte sich in der Folge der bürgerlichen Revolution des 19. Jahrhunderts zunächst in der Schweiz durch, maßgeblich inspiriert durch Karl Bürkli und die Zürcher Demokratische Bewegung. Die Einführung des Volksvetos 1831 im Kanton St. Gallen galt in dieser Hinsicht als Pionierleistung.
In der Folge hatte die Einführung der Volksrechte aber auch beachtliche Ausstrahlungswirkung auf die demokratischen Liberalen und Radikalen in ganz Europa und in den USA, auch wenn sich relativ bald herausstellte, dass der Stimmbürger als Souverän eher konservativ-bewahrend entscheidet. So lässt sich die Einführung von direktdemokratischen Instrumenten in Oregon nachweisbar auf Schweizer Einfluss zurückführen. Eine deutliche Vorbildwirkung hatte die Schweizer Referendumsdemokratie auch auf die Verfassung der Weimarer Republik.
Die internationale Ausbreitung des Referendumswesens seit dem 19. Jahrhundert erfolgte zumeist im Gefolge der weltweiten Demokratisierung. Eine letzte Demokratisierungswelle war in Europa in den 1970er, 80er- und 1990er Jahren zu beobachten. Zu Beginn des 21. Jahrhunderts erlangte das Referendumswesen vor allem in Lateinamerika eine zunehmende Bedeutung für die politische Praxis.

## Kritik
Insbesondere bei einem Referendum, welches einen Status quo verändert, ist eine 50 % Entscheidung durch das Volk möglicherweise zu marginal, da dies einen verfassungsverändernden Charakter hat und daher eine 2/3 oder 3/4 Mehrheit benötigt. Als Beispiel beim Brexit könnte ein regelmäßig geführtes Referendum ein Eintreten und Verlassen der EU je nach Stimmungslage in der Bevölkerung jeweils zum Zeitpunkt der Befragung rechtfertigen.
Alternativ ist die Bedeutung eines verlorenen Referendums intensiver zu betrachten. In Quebec wurde bereits zweimal über das Verlassen der kanadischen Gemeinschaft abgestimmt und verloren. Sollte die Grenze bei 50 % liegen, könnte argumentiert werden, dass erst zwei weitere positive Abstimmungen die negativen neutralisieren müssen, bevor der Status quo verändert wird.
Im Falle der Abspaltungsbestrebungen in Katalonien ist zu bedenken, wer abstimmungsberechtigt wäre. Nur die katalanische Bevölkerung, wobei sich die Frage stellt, wie dies definiert werden kann: Abstammung oder Residenz? Oder die spanische Nation insgesamt, da bis zur Abspaltung das Territorium als spanisch gilt.